# Olios minensis
Olios minensis är en spindelart som först beskrevs av Cândido Firmino de Mello-Leitão 1917. 
Olios minensis ingår i släktet Olios och familjen jättekrabbspindlar. Inga underarter finns listade i Catalogue of Life.